# Biaza
Biàza (Biàsa in veneto) è un borgo che si trova nel territorio di Brenzone sul Garda in provincia di Verona tra la riva centro-orientale del lago di Garda e le pendici del Monte Baldo, a 151 mt S.L.M. Il piccolo borgo, abitato attualmente da una cinquantina di persone, confina con il borgo di Fasor e si trova sulla strada che porta al borgo di Campo. Biaza è conosciuto per la chiesa di Sant'antonio Abate e per i resti di un castello tardo-medievale, fa parte di un antico sistema di 17 contrade, molto simili tra loro per origini e conformazione, sviluppatesi lungo una linea immaginaria che divide il versante occidentale del Monte Baldo nella parte bassa coltivata a terrazze e nella parte alta destinata ai pascoli.

## Origini del nome

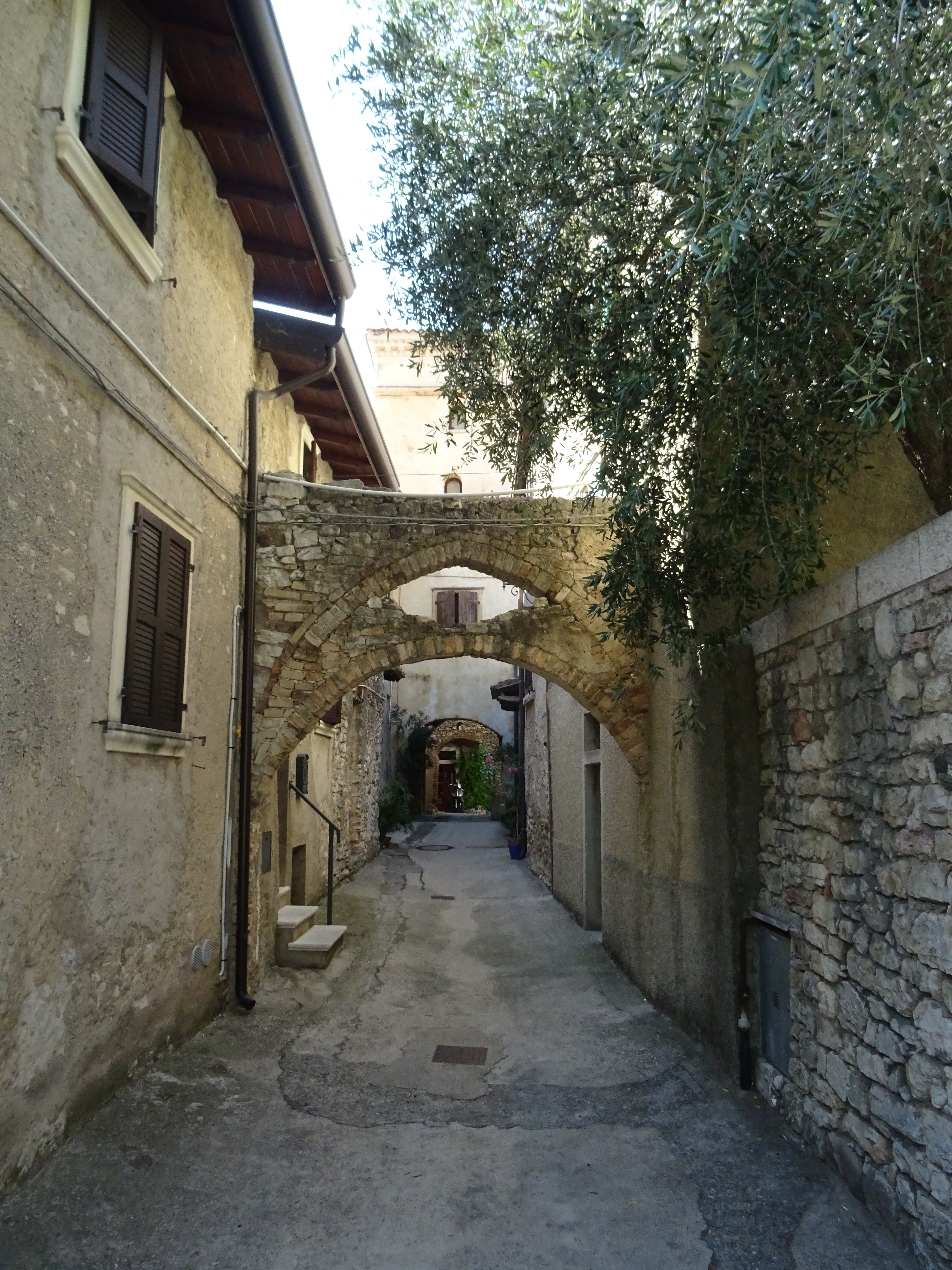
Scorcio del paese

Il toponimo Biaza ha una origine incerta, forse mutuato dalla famiglia Biàzza, in alcuni testi la località viene ancora così denominata, che per prima si stabilì nella zona dando vita al borgo. Questa informazione si ricava dalle testimonianze delle comunità locali raccolte in occasione della visita del vescovo Gilberti agli inizi del Cinquecento. Il tutto confermato dagli estimi rurali del Sei e Settecento che arrivano a contare ben 21 località. Altra ipotesi è che il nome derivi dalla conformazione del borgo che assomiglia a una bàsia "terrina" in quanto più basso al centro e sollevato verso nord e sud.

## Storia
La nascita del borgo di Biaza risale al periodo tra l’Ottocento e il Novecento, quando gli scontri armati tra veronesi e benacensi (849) e l’invasione degli Ungari determinarono il sorgere di arroccamenti e castelli: Trimelone, Castelbrenzone, Campo, Biasa, Pai e il rafforzamento di Malcesine. Successivamente con la guerra 1156-1163 voluta dal nipote del vescovo Tebaldo che dichiarò guerra a Federico Barbarossa, vennero distrutti i castelli di Brenzone, Campo, Biasa, Pai, Pesina e Trimelone. Attorno al borgo aleggia la leggenda del misterioso Davì, una specie di diavolo vivente nel castello con un libro e una sfera che non dovevano mai essere portati vicino la chiesa altrimenti scoppiavano grossi temporali. Del castello rimane un lungo porticato con delle volte a forma di Omega e una torre colombara, un tempo forse torre difensiva, il castello risalirebbe all'anno 1000 nel periodo di Berengario I che avrebbe stimolato la costruzione di rocche castelli e fortificazioni per difendersi dalle invasioni barbariche.

## Monumenti e luoghi di interesse

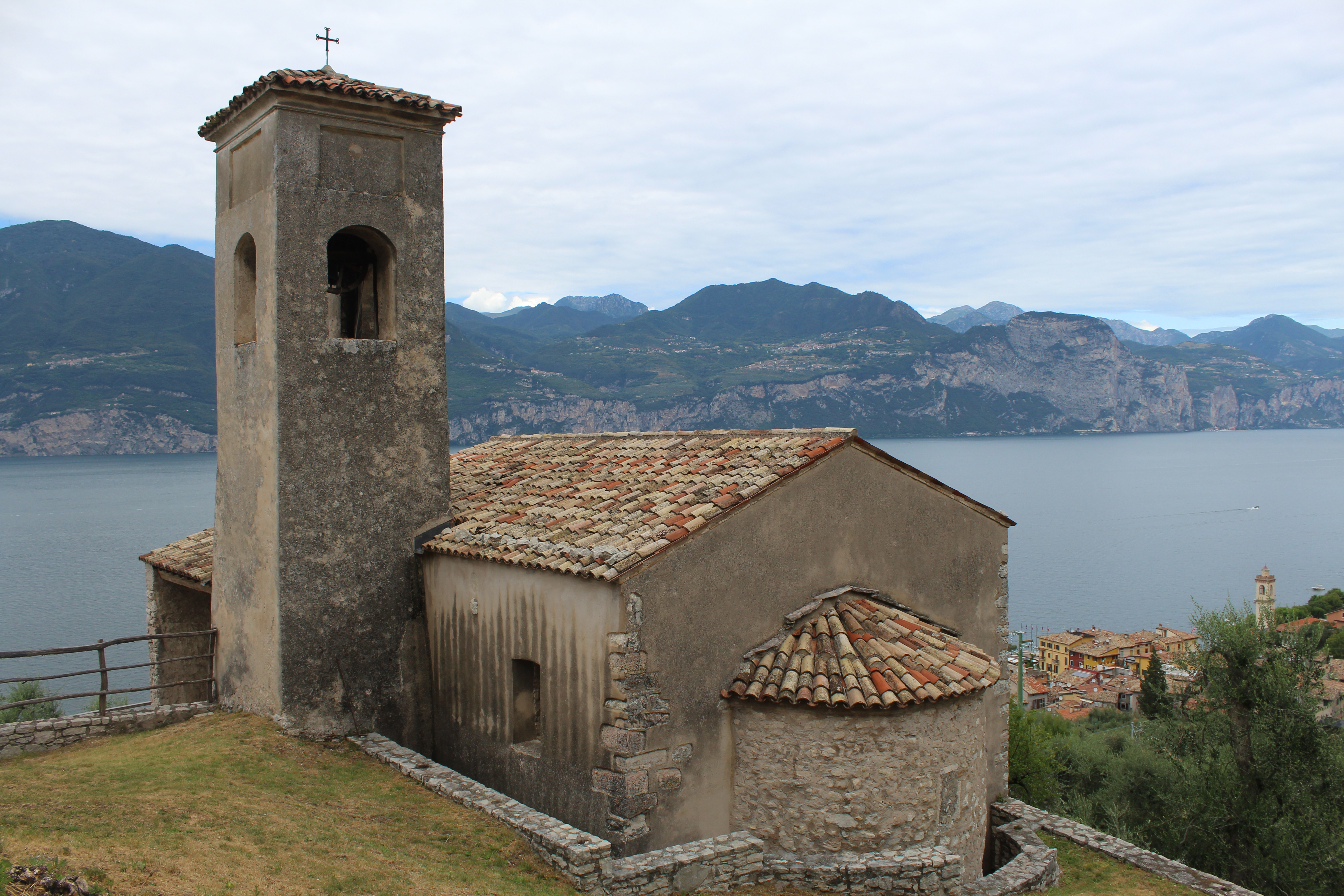
La chiesa di Sant'Antonio Abate

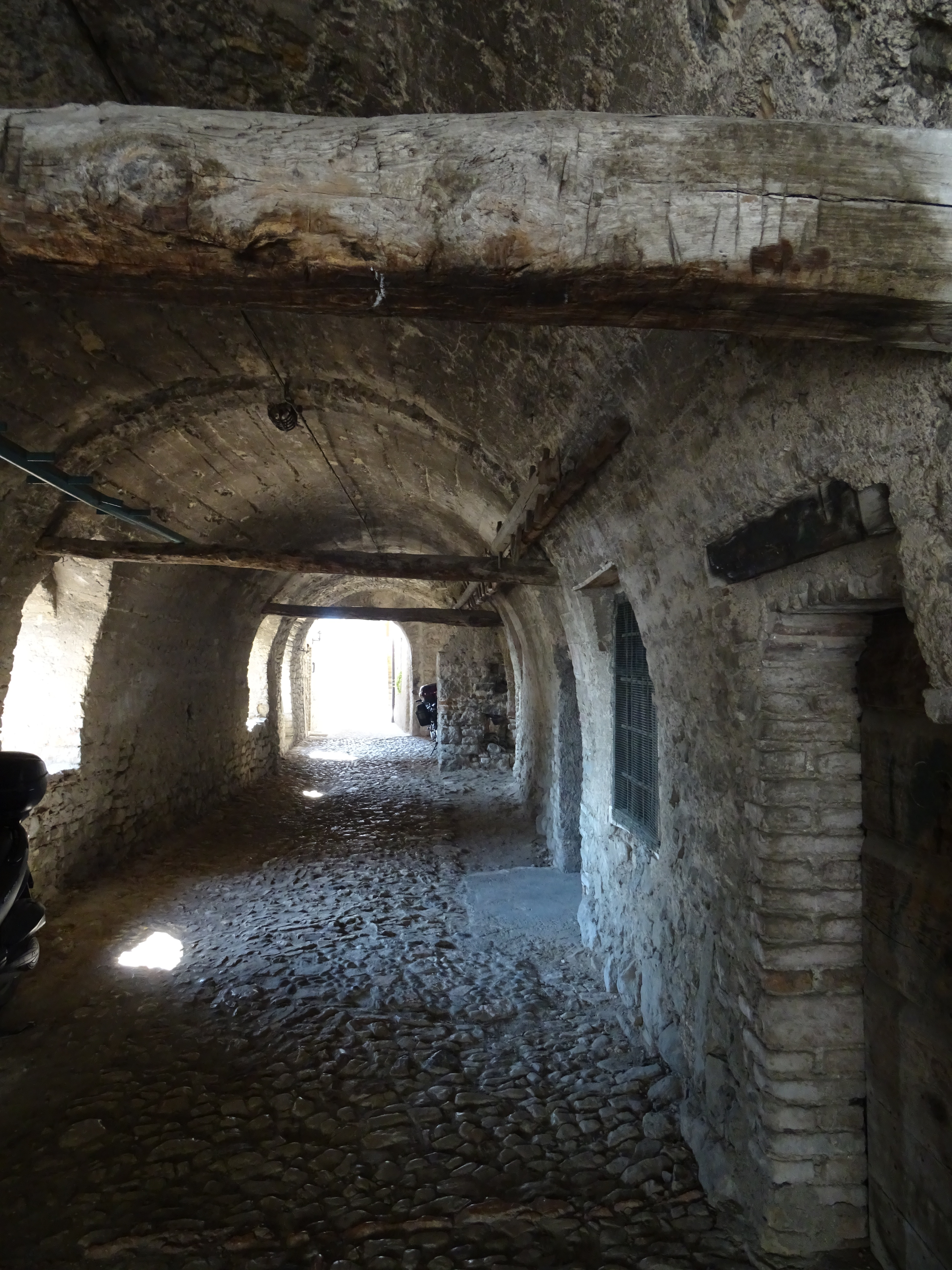
Le "scuderie" di Biaza

- Chiesa di Sant'Antonio Abate collocata all’entrata del borgo di Biaza la  ha una datazione incerta, in stile romanico risale probabilmente al XIII-XIV sec., un indizio è dato dall’affresco di San Cristoforo di fianco l’attuale entrata della chiesa risalente alla seconda metà del Trecento alla prima metà del Quattrocento. Molto probabilmente intorno all’edificio vi era il cimitero da quanto riporta il testamento del 1421 di Benedetto da Brenzone. La chiesa è situata su uno sperone di roccia e nella parte meridionale è preceduta da un portico che da accesso attualmente all'edificio. Sul lato destro il campanile e intorno un giardinetto che va a sostituire un antico cimitero. All'interno la decorazione è molto semplice e sul lato settentrionale vi sono degli affreschi rappresentanti lo stemma dei Brenzoni che qui vollero essere sepolti[3].

- Resti del castello, ci si arriva da una strada che passa sotto un portico con la volta a forma di Omega, la stessa forma si ritrova anche nelle cosiddette scuderie, un lungo portico con volta a botte che sembra essere quanto rimane dell'antico castello[3].

- Torre colombara di Biaza svetta in mezzo all’agglomerato di case del piccolo borgo. La destinazione originale dell’edificio è incerta, ma la sua conformazione è più facilmente riconducibile alla funzione di torre colombara rispetto ad una costruzione ad uso militare[3].

- “Fintanela” forma dialettale locale per “Fontanile”, cioè “un punto d’acqua” di fondamentale importanza per gli abitanti dei piccoli borghi. Nella foto è raffigurata la “Fintanela” di Biaza. Queste fontanelle sono delle piccole raccolte d’acqua ricavate all’interno di strati rocciosi in pendenza e di formazione calcarea. Nel '900 questi rivoli d’acqua sono stati raccolti e contenuti in manufatti rettangolari di varie dimensioni, ancor oggi visibili e fruibili. L’acqua proviene da piccole sorgenti sotterranee di modesta portata alimentate anche da precipitazioni atmosferiche. Il mattino le donne attingevano l’acqua per lavare i panni, mentre verso sera erano utilizzate dai contadini come abbeveratoi per il bestiame. Durante il Medioevo i monaci facevano la conta di questi “punti d’acqua” molto rari. La “Fintanela” veniva chiamata anche “Vas” che stava per invaso, cioè un punto di  raccolta  d’acqua costante. La “fintanela” di Biaza è una testimonianza storica e d’identità della “Terra di Brenzone”, quindi ancor oggi un valore importante per gli abitanti del posto[4].

### Capitelli
- Il capitello della Natività, è situato all'entrata di un piccolo brolo privato coltivato a ulivi prima di arrivare al centro di Biaza salendo da sud, lungo la strada che porta al villaggio di Pion, La struttura è composta da un grande arcone che sorregge il capitello con copertura a capanna. Le decorazioni sono datate 1887 e sono opera del pittore malcesinese Giuseppe Martini, lo testimoniano le scritte sul cartiglio del lato esterno destro "Termine Giacomo F.F. MARTINI 1887 PINSE". Nella nicchia a volta sono rappresentati i santi Caterina d'Alessandria sulla sinistra e san Domenico sulla destra, al centro la Natività. Nel tipano dell'edicola l'immagine del Padre Eterno e sul retro una croce con cartiglio[4].

- Il capitello dell'Immacolata è un manufatto di recente costruzione (sec. XX) che ha sostituito molto probabilmente uno più antico. Il capitello è situato all'entrata est di Biaza, in via Pasola. Si tratta di una muratura mista con una copertura a capanna con coppi. Nella nicchia è rappresentatala la Vergine sullo sfondo di un cielo stellato e un prato in fiore e dalle sue mani escono fasci di luce che rappresentano le Grazie[4].

## Strade
La struttura per contrade risale al XI e XII secolo. Il borgo di Biaza oggi è raggiungibile in auto dalla strada asfaltata, ma ci si può arrivare anche camminando lungo le mulattiere delimitate dai muretti a secco che conservano ancora l'originario selciato. Ricordano l'attività principale della comunità legata alla pastorizia e all'agricoltura. Sono ancora visibili i solchi scavati dai carri.

## Agricoltura
ll piccolo borgo medievale è circondato da ulivi, lecci e faggi, essendo situato sulle pendici del Monte Baldo e vicino al lago di Garda, gode del clima mite del posto. Un tempo agricoltura e pastorizia erano le attività principali. La raccolta delle olive in particolare era la principale fonte di guadagno ed era legata alla storia dei monasteri presenti sul territorio.